# Cirkus Arena
Denne artikel omhandler det nuværende Cirkus Arena fra 1955, tidligere cirkus, der brugte navnet Arena findes i artiklen Cirkus Arena (ophørt).
Cirkus Arena er et dansk cirkus, der blev grundlagt i 1955. Det er i dag Nordens største cirkus. Arenas telt fra 2022 er 40 meter i diameter og uden stormstænger. der er plads til 1.300 tilskuere. Det er lidt mindre end det tidligere telt på 45 meter med stormstænger og plads til 1.750 tilskuere, da det kneb med plads på mange af landets cirkuspladser med det større telt.
Cirkus Arena har flere andre telte, som udlejes. Turnéen strækker sig fra marts til september, hvor cirkus besøger flere end 100 danske byer. Det ledes siden 1976 af direktør Benny Berdino-Olsen.
Cirkus Arena har vinterkvarter i Årslev ved Slagelse. Vinterkvarteret er opbygget som et Cirkusland med adgang for besøgende i vinterferien, sommerferien og efterårsferien, hvor der bydes på en lang række aktiviteter, forlystelser og små forestillinger.

## Historie

### Det begyndte på markeder
Historien om Cirkus Arena begynder med Arne Victor Olsen, der blev født i 1914. Hans far havde som ung haft en kort flirt med en artistpige, men havde ellers ikke at noget at gøre med cirkusverdenen. Arnes forældre blev skilt, og han blev sat i pleje hos sin farmor. Allerede som barn var Arne vildt betaget af alt, hvad der havde med omrejsende cirkus og tivolier at gøre. Men hans farmor mente, at han skulle have en ordentlig uddannelse, så han kom i stedet lære hos et lædervarefirma. Kort før læretiden var udstået i 1931, stak han imidlertid af med det lille Cirkus Alaska, hvor han blev teltarbejder og altmuligmand. Han avancerede dog hurtigt til sprechstallmeister, da talegaverne var i orden. Olsen var imidlertid ikke et godt artistnavn, så i stedet konstruerede Arne navnet Berdino, ved en blanding af navnet på en kendt udbryderkonge, Bernadi, og en abe, der blev kaldt Dino.
De følgende år rejste Arne Berdino om sommeren rundt som gøgler på markeder, hvor det på den tid tillige var almindeligt med tivoli-forlystelser og fremvisninger, der kunne være en 20-30 minutters lang forestilling med artistoptræden. Berdino optrådte på et tidspunkt med et rottecirkus, som rottefængeren Heraldos. I 1938 blev Arne gift med Lydia, som
heller ikke var fra cirkusverdenen, og fra 1939 var han rekommandør på Dyrehavsbakken. Under det meste af WWII og de første år derefter, var han partner i markedsforevisningen Cirkus Olympia.

### Et rigtigt lille cirkus fra 1959
I 1955 etablerede Arne Berdino han sit eget familieforetagende under navnet Provins Revyen, der gav forestiller på markeder. To år senere omdøbte han foretagendet til Cirkus Arena. I 1958 skiftede forevisningsshowet fra alene at være en attraktion ved markeder i weekenderne, til også at omfatte egentlige selvstændige cirkusforestillinger – og efter 1959 var Cirkus Arena helt frigjort fra markedsgøglet. De første sæsoner bestod personalet af Arne Berdino selv som sprechstallmeister og tryllekunstner, datteren Jytte (født 1939) som linedanser og i trapez, sønnen Benny (født 1946), som jonglør og klovnen Larno (Georg Hjalmer Larsen, 1900-1990), der af alle blev betragtet som hørende til familien, samt fakir og stærkmanden Abdullah (Abdullah El Hag, 1910-1984), der et par år tillige var partner i foretagendet. Fru Lydia stod for billetsalg og forplejning, mens "cirkusorkesteret" bestod af to grammofoner.
I bogen Den Hyggelige Familiecirkus beskrives ankomst af det lille cirkus ankomst til en plads i 1959, således: "Hen ad morgenen kom en grøn lastbil, læsset med en masse forskellige ting og to ponyer. På ladet sad også en lille mand med hat og en lille hund i skødet. Lastbilen trak noget der lignede en gammel udrangeret bus efter sig, hvor den nederste halvdel var postkasserød og den øverste grøn, adskilt af en gul stribe. I det røde stod der med store gule bogstaver: 'Cirkus Arena'. Det var en noget skuffende erfaring, at der ikke kom mere, tværtimod forsvandt lastbilen igen, lige så snart den var læsset af – dét her var hele cirkus Arena. Ja, så var der altså også lige den sjove lille bil med den firkantede højttalertragt på taget."
De først år var svære, men med flid og sparsommelighed overlevede den lille cirkus. Familien udgjorde grundstammen blandt de optrædende. Efter Jytte var blev gift med købmandssønnen Arne Nebelong Ibsen (1939-1996), var han også blandt de optrædende, blandt andet som Mr. Blackstone, manden i den hemmelighedsfulde kasse – et udbrydertrick, kendt som "substitution trunk". Arne Nebelong Ibsen var også Cirkus Arenas reklamemand, det vil sige, at han opsatte plakater. Efter nogle år forlod Jytte og hendes mand cirkus, for at drive købmandsbutik og senere vognmandsforretning.
Cirkus Arena var begyndt med et lille såkaldt "galge-telt" med plads til omkring 100 gæster. Det blev efter få år udskiftet med et lidt større, brugt to-masters cirkustelt på 16 gange 20 meter. De første år bestod truppen alene af Berdino-familien, så forestillingen blev markedsført som "Den hyggelige familiecirkus". De følgende år kom flere artister til, og det lille foretagende ekspanderede fra at være Danmarks mindste cirkus til en pæn mellemstor forretning.
I 1959 fik Cirkus Arena en pressesekretær, Kjeld Jørgensen, også kendt som Cirkuskjeld. Han var født spastisk lam og havde tilbragt hele sit liv i en kørestol. Han havde i en ung alder fattet interesse for cirkus og havde blandt andet været pressesekretær for Cirkus Royal og Cirkus Belli, som stoppede efter sæson 1957. Kjelds arbejde gjorde Arena til et af landets mest presseomtalte cirkus. Blandt andet formåede han forfatteren og journalisten Karen Aabye til, at skrive om livet i det lille cirkus i en ugentlig klumme om sommeren i søndagsudgaven af Berlingske Tidende. Karen Aabye var i forvejen interesseret i cirkus og havde i 1945 udgivet romanen Jupiter glemmer aldrig om et stort internationalt cirkus. Kjeld Jørgensen var hos Cirkus Arena til og med sæson 1966.
Ambitioner medførte, at Cirkus Arena voksede og fik flere engagerede artister med i forestillingerne. I 1963 og 1964 var Lotte og Søren Arli, der i 1971 startede deres eget Cirkus Arli, blandt de optrædende. Efter Benny i 1967 blev gift med Hanne Reinsch (født 1944), kom hun med i forestillingen og fremviste dresserede duer. Efterhånden som Benny og Hannes to børn, Suzanne Berdino (født 1965) og Jackie Berdino (født 1969), voksede op, kom de også med. Suzanne med skoleridt og balancenumre, og Jackie fremviste heste i frihedsdressur. I 1974 kom der for første gang et elefantnummer med i forestillingen.
Oprindelig turnerede Cirkus Arena kun på Sjælland, da Arne Berdino ikke mente, at det kunne betale sig at tage over Bæltet til et område, hvor de ikke var kendt. Benny fik ham dog overtalt til at tage springet, og de kunne glæde sig over, at Karen Aabyes artikler også havde gjort dem kendt både på Fyn og i Jylland. I 1971 lå de i en længere periode i Legoland.

### Mellemstort 4-masters cirkus i 1976
I 1976 fik Cirkus Arena sit første 4-masters telt med plads til 900 tilskuere. Sankt Hans dag samme år døde Arne Berdino Olsen pludselig og uventet. Samme aften stod den 30-årige Benny Berdino i manegen som cirkusdirektør.
Dengang var der foruden Arena, tre andre cirkus på de danske landeveje: Cirkus Benneweis, som var Nordens største, det nystartede Cirkus Dania og det lille Cirkus Arli, som nu var landets mindste. Benny havde aldrig lagt skjul på, at han havde ambitioner og drømte om, at få Nordens største cirkus og en position i den europæiske cirkusverden, ligesom den, Eli Benneweis havde. Selv om hans cirkus kun var mellemstort, blev programmerne bedre og fik flere og flere engagerede artister med. I 1983 kom tillige et cirkusorkester til, i stedet for indspillet musik. I 1984 og 1985 blev sangeren Peter Belli sprechstallmeister. I 1986 var Max Schumann, hvis eget cirkus var lukket efter sæson 1982, blandt de optrædende.
Ved sæsonstart i 1987 engagere Cirkus Arena, Claus Jespersen (1946-1994) til sammen med Suzanne Berdino, at stå i spidsen for den danske turne, medens Benny Berdino turnerede på Island med en anden afdeling af sit cirkus. Det år og det følgende, bugte man navnet Cirkus Arena Berdino. Jespersen havde frem til 1974 både været knyttet til Cirkus Benneweis og samtidigt forlovet med Diana Benneweis. I 1976 og 1977 havde han prøvet lykken med sit eget Cirkus Dania, der gik konkurs midt i anden sæson. I 1984 og 1985 var han været tilbage hos Cirkus Benneweis som sprechstallmeister i Cirkusbygningen, dog uden at forholdet mellem ham og Diana blev genoptaget. Benny Berdino skrev som forord i det trykte program: "Det er som af få en ekstra appelsin i sin turban, at få en international cirkusproducer af hans klasse med i forreste række. Med Claus Jespersen som kunstnerisk og administrerede direktør og med hele vores familie i topform, er der derfor en tilfredsstillende glæde at ønske det allervigtigste af alt, nemlig Dem mit kære publikum, velkommen til INTERNATIONAL CIRKUS GRAND PRIX I CIRKUS ARENA BERDINO".
Claus Jespersen var god til at sætte en forestilling sammen, men ude at stand til, at styre udgifter i forhold til indtægter. I slutningen af juli bortviste Benny Berdino, Jespersen, der havde opført sig som enerådende direktør og foretaget en række vilde indkøb. Det økonomiske uføre, som engagementet af Claus Jespersen medførte, betød, at Benny Berdino blev erklæret konkurs i maj 1988. Både Arne Berdino og Benny Berdino drev Cirkus Arena som en personligt ejet enkeltmandsvirksomhed. Derved hæftede Benny efter konkursen var afsluttet, stadig personligt for de penge, som kreditorerne ikke havde fået dækket gennem boet. Cirkus Arena kom dog tilbage på landevejen, da det lykkedes Benny, at få en ordning med sine kreditorer.

### Cirkus Arena bliver storcirkus
Fra 1988 blev cirkus drevet i selskabsform med et holdingselskab, som ejede telt og andet materiel, og et driftsselskab, som stod for turnéen. En konstruktion, som også kendes fra andre brancher. Konkursen havde hverken taget modet eller ambitionerne fra Benny Berdino, så forretningen fortsatte med at vokse. I forestillingerne kom flere og flere artister med af den klasse, som man kalder internationale topartister.
Ved indgangen til 1990'erne var både Cirkus Arena og Cirkus Dannebrog blevet til storcirkus, ganske som Cirkus Benneweis havde været det i mange år. Benneweis havde dog stadig et større telt end Arena. I 1991 præsenterede Cirkus Arena Cirkus under vand, hvor den populære børne-tv-vært Bubber kom sejlende ind i sit badekar. Manege og pist var i pausen blevet overdækket med et plastiktæppe, som skabte et bassin, der blev fyldt med vand.
Cirkus Arena markedsførte sig det år som Danmarks største cirkusproduktion. Året efter fik de nyt stort 6-masters telt med plads til flere tilskuere end Benneweis. Da et cirkus' størrelse regnes efter antallet af pladser i teltet, kunne Benny Berdino kalde sit for Danmarks største cirkus. Den betegnelse anvendte han frem til 2001, hvor det blev ændret til Nordens største cirkus, som Benneweis tidligere havde brugt.
Efter Eli Benneweis død i 1993 gik Cirkus Benneweis i arv til hans datter Diana. Noget af det, som Cirkus Benneweis var berømt for, var deres elefantnumre. Først præsenteret af Sonny Benneweis og efter dennes død af Kim Benneweis. Kim og hans bror Miller trivedes imidlertid ikke godt med det nye ejerskab, så Kim forlod Benneweis lidt før slutningen af sæson 1995 og Miller med sæsonens udgang. I 1997 engagerede Benny Berdino Kim, som det år fremviste en eksotisk dyregruppe og fra 1998 til 2001 elefanter, lejet fra et italiensk cirkus. Også Kims lillebror Miller var engageret hos Arena i samme periode, hvor han præsenterede heste i frihedsdressur.
Kim Benneweis blev i 2002 afløst af Sonny Frankello og hans elefanter frem til 2005. Derefter fulgte René og Alexia Casselly med deres kombinerede elefant og akrobatik-nummer, frem til 2013. En periode var deres datter Merrylou forlovet med Benny Berdinos barnebarn, Patrick Berdino – et forhold der dog ikke holdt. Benny Berdino havde altid drømt om at få egne elefanter. I 2007 lykkedes det ham at erhverve tre elefanter fra et spansk cirkus. De kom dog først med i Arenas forestillinger i 2014 og var i mellemtiden udlejet til andre cirkus.

### Finanskrise, pandemi og mangel af cirkusspecialister
1990’erne og de første år efter årtusindeskiftet var ganske gode for danske cirkus. De tre store cirkus – Arena, Benneweis og Dannebrog – klarede sig pænt, og der var råd til at engagere internationale topartistser, herunder også større trupper. Men så kom den globale finansielle krise fra 2007 til 2009, der også ramte Danmark. Den medførte blandt andet, at nogle familier sparede det årlige cirkusbesøg væk. Dertil kom, at sommeren 2007 var meget regnfuld, hvilket omdannede mange cirkuspladser til sumpområder, hvor det var svært at få vogne såvel ind, som ud af pladsen. Nogle pladser var endda i en sådan stand, at cirkus måtte opgive at bruge dem og enten finde alternative pladser eller aflyse dagens forestilling. Samtidig betød kommunesammenlægningerne, at det var mere besværligt og dyrere end normalt, at få de nødvendige tilladelser. Den udvikling medførte, at driften af en storcirkus, som Cirkus Arena, blev tabsgivende. Samtidigt havde Benny Berdino foretaget store investeringer i sit nyåbnede Cirkusland, i Arenas vinterkvarter ved Slagelse. En stor del var finansieret af den risikovillige Roskilde Bank, der der krakkede i 2008, hvorved pengekassen blev smækket i fra den ene dag til den anden. Eneste mulighed var, at lade driftsselskabet gå konkurs eller tvangsopløse, og så starte på en frisk med et nyt driftsselskab, hvorved Cirkus Arena kunne fortsætte.
Diana Benneweis valgte at lade ærkekonkurrenten Cirkus Benneweis stoppe i 2015 efter et par tabsgivende sæsoner. Cirkus Dannebrog gik konkurs i 2015, men kom ud igen i 2016, og gik endnu engang konkurs. Dermed blev Cirkus Arena landets eneste storcirkus.
Benny Berdino fik Ridderkorset af Dannebrogsordenen i 2008. I 2016 modtog han Den Danske Cirkuspris.
I 2020 og 2021 medførte Coronaviruspandemien at Cirkus Arena ikke kom på turné. Selv om det var muligt i 2021 med særlige restriktioner om tilskuernes arealkrav på blandt andet to kvadratmeter, ville det være økonomisk umuligt for en storcirkus. Blandt teltcirkus var det kun de små Cirkus Arli og Cirkus Baldoni, der kom på turne de år. Offentlige hjælpepakker betød dog, at de danske cirkus overlevede.
Ruslands invasion af Ukraine i 2022 medførte, at der ikke som normalt kom ukrainske gæstearbejdere. Det betød, at det var næsten umuligt at skaffe de cirkusspecialister, som der var brug for, til at flytte cirkus og rejse telt. Det blev nødvendigt at sende flere vogne hjem og klare sig med så lidt materiel som muligt, samt bede artisterne hjælpe til med kørsel og teltopstilling. Cirkus Arenas landspremiere på den forsinkede 65-års jubilæumsforestilling på Bellahøj-cirkuspladsen i København blev udsat til den 4. april. Der var indkøbt et nyt telt uden stormstænger, med en diameter på 40 meter og plads til cirka 1.200 tilskuere. Det var Nordens største cirkustelt, selv om det var lidt mindre end det forrige telt. Men udviklingen i tilskuerantallet havde betydet, at det tidligere større telt, sjældent var helt fyldt. Og et lidt mindre telt, kunne klares med lidt færre teltarbejdere. Bubber var kommet tilbage som sprechstallmeister siden 2019, hvor forestillingen hed Cirkus ifølge Bubber. Han skulle også have været med i de aflyste 2020 og 2021-forestillinger, sammen med sangerinden Julie Berthelsen. De præsenterede i stedet forestillingerne i 2022 og 2023. I 2024 og 2025 blev Julie erstattet af sangerinden Malene Qvist.

## Cirkus i Grønland
Efter den danske sommersæson har Cirkus Arena i en årrække siden 1984 besøgt Grønland, hvor der gives cirkusforestillinger i haller. I 2024-sæson besøgtes seks byer med cirkus' 40-års jubilæums turné deroppe. Det er ikke helt samme forestilling som sæsonen i Danmark, da cirkus kun medbringer det mest nødvendige udstyr på grund af de store transportomkostninger, derfor er der heller ingen dyr i de grønlandske forestillinger. De senere år har Bubber og Julie Barthelsen været sprechstallmeister, Julie har grønlandske rødder og behersker sproget. I Grønland er det en stor begivenhed, når der kommer cirkus til byen – ligesom det var det i gamle dage, når et omrejsende cirkus kom til byerne i Jylland og på Fyn og Sjælland – så der er godt fyldt på tilskuerpladserne i de grønlandske haller.

## Fotogalleri
- Plakat fra Cirkus Arena. 
Foto: Lars Schmidt.
- Cirkus Arena i Hornbæk i juli 2006.
- Cirkus Arena i Kerteminde i juli 2014.
- Cirkus Arenas kassevogn.
- Cirkus Arena i Holbæk i august 2022.
- Bubber som sprechstallmeister i 2022.
- Den italienske klovn Jimmy Folco.
- Flying Wulber, flyvende trapez (2022).
- Karsten Berdino med Cirkus Arenas heste.
- Julie Berthelsen som konferencier i 2022.
- Duo Costache, perch-nummer (2022).
- Patrick Clarrison med hundenummeret Hot Dogs (2022).
- 65-års jubilæumsforestillingens finale (2022).

## Pressens bevågenhed
Cirkus Arena har pådraget sig pressens bevågenhed ved flere lejligheder. Her er et udpluk.

### Teltkollaps i 2013
I juni måned 2013 kollapsede et af Cirkus Arenas telte under en privat firmaforestilling for omkring 550 gæster i Kalundborg. Ingen kom alvorligt til skade, men ni blev kvæstet, hvoraf to kom til observation med henholdsvis hjernerystelse og hoftebrud. Teltet faldt sammen under kraftige vindstød, men en rapport fra Arbejdstilsynet konkluderede i august samme år, at det var selve opsætningen af teltet, der var årsagen til kollapset og ikke vejret, og gav et påbud. I januar 2014 krævede anklageren i sagen at Arenas leder, Jackie Berdino-Olsen, blev stillet til ansvar for episoden. Retten i Holbæk frifandt den 30. april 2015, Jackie Berdino-Olsen for alle anklager i sagen om teltkollapset ved Kalundborg.

### Sagen om Tetiana Korenieva i 2018
Tetiana Korenieva var ansat som selvstændig i Cirkus Arena på artistkontrakt gennem et ukrainsk artistkompani Bingo Circus Theatre. Cirkus Arena fik pressens bevågenhed da hun faldt ned og brækkede nakken, og Bingo Circus Theatre kort efter ulykken ophørte med at udbetale løn, da artisten ikke længere kunne optræde. Tetiana Korenieva sagsøgte Cirkus Arena, da hun mente, at Cirkus Arena havde anvendt hendes stålwire i forbindelse med andre aktiviteter. Byretten i Næstved frifandt Cirkus Arena for alle anklager, og Tetiana Korenieva tabte sagen, som hun har anket til Landsretten.
For at hjælpe Tetiana Korenieva med behandling og rehabilitering, havde Cirkus Arena arrangeret en støtteforestilling den 14. september 2018, hvor alle indtægter gik til Tetiana Korenieva.

### Sagen om forbud mod cirkuselefanter i 2019
VKLA-regeringens fødevareminister Jakob Ellemann-Jensen fremsatte i februar 2018 et lovforslag om forbud mod "vilde dyr i cirkus". Den daværende regering, Dansk Folkeparti og Socialdemokratiet indgik 23. marts 2018 en aftale, der forbød vilde dyr i cirkus. Konkret handlede forbuddet om elefanter, søløver og zebraer, da alle andre vilde dyr allerede var forbudt i en lov fra 1962. Forligspartierne lagde op til en vis overgangsordning for de fire cirkuselefanter, der var i Danmark, heraf tre hos Cirkus Arena og en i Cirkus Trapez. Loven nåede imidlertid ikke at blive vedtaget før Folketingsvalget 2019, hvorfor det fortsat var tilladt at fremvise elefanter, søløver og zebraer, hvis betingelserne i bekendtgørelsen om hold og fremvisning af dyr i cirkus var opfyldt.
Knuthenborg Safaripark tilbød allerede i 2018 at tage imod de fire cirkuselefanter, hvilket dyreværnsorganisationen Dyrenes Beskyttelse billigede, men for at nye dyr ikke bringer sygdomme til parkens øvrige dyr – for elefanters vedkommende er det især risiko for tuberkulose – skulle dyrene i karantæne. Cirkus Arenas tre elefanter, Lara og Djungla på 31 år og Jenny på 29 år, gennemgik helbredstjek i december, og i januar 2019 tillige Cirkus Trapez' 35-årige Ramboline. For at gennemføre en helbredsundersøgelse af en elefant, er man nødsaget til at semi-sedere den, hvilket indebærer en risiko for, at noget kan gå galt og dyret dør. Derfor bør man bestræbe sig på at sedere dyr så få gange, som overhovedet muligt. For at kunne opretholde tilbuddet om at tage imod elefanterne i Knuthenborg Safaripark, og en ufravigelig garanti for, at de fortsat er tuberkulosefri, kunne elefanterne ikke flyttes fra deres matrikel (stald). Udsættelsen af lovforslaget mod "vilde dyr i cirkus" medførte, at cirkuselefanterne kom til at opholde sig i månedsvis i deres stald, uden der kom en afklaring på deres fremtid, hvilket medførte at de mistrivedes og, ifølge tilsynsdyrlægen, »tæt på at blive udsat for psykisk dyremishandling«.
En yderligere komplikation er spørgsmålet om økonomisk kompensation til cirkus for deres elefanter. Cirkusdirektør Benny Berdino havde opgjort at Cirkus Arenas omkostninger, herunder investering i de påkrævede staldforhold, udgjorde knap 40 millioner kroner. Han mente at 20 millioner var en rimelig kompensation for elefanterne og den resterende investering i staldforhold, der blev foretaget i henhold til de regler, som Folketinget vedtog i juni 2009, på grundlag af en rapport fra 2008 udarbejdet af Justitsministeriets arbejdsgruppe om hold af dyr i cirkus. Reglerne, og den senere bekendtgørelse om hold af dyr i cirkus, gjorde det lovligt at lade elefanter optræde, men stillede en række krav. VKLA-regringen havde imidlertid kun afsat syv millioner kroner i Finansloven for 2019 til kompensation – 1,75 million kroner for hver elefant – da man mente, at det var maksimum for hvad Staten kunne betale, uden at komme i strid med EUs regler om statsstøtte.
Webportalen Cirkus i Danmark nævnte i deres nyhedsoversigt, at da Cirkus Benneweis solgte sine tre elefanter i 1995, var bedste bud 250.000 D-mark for hver, svarende til cirka 950.000 kroner (i 1995, hvilket alene fremregnet efter Danmarks Statistiks forbrugerprisindeks svarer til omkring 1,5 million kroner i 2018).
Den 15. maj 2020 blev de tre elefanter fra Cirkus Arena, Lara, Djungla og Jenny, samt Ramboline fra Cirkus Trapez, flyttet til deres nye hjem i Knuthenborg Safaripark på Lolland. Det havde været så lang en vej som Dyrenes Beskyttelse havde arbejdet på i årtier. Faktisk begyndte "heftig pressedebat om dyr i cirkus" allerede i 1910, hvor Cirkus Bech-Olsen lejede babyelefanten Kaspar fra Zoologisk Have i København til sæson 1910 og 1911.

### Konkurser i datterselskaber
I maj 2020 afslørede DR1 i dokumentaren "Stuhr stuhr nummer", at statskassen havde mistet 20 millioner kroner i tabt skatte- og momsindtægt i forbindelse fem konkurser i Cirkus Arenas datterselskaber. Dokumentaren viste, hvordan Cirkus Arena med en kæde datterselskaber flyttede penge over i Berdino Holding APS, hvorefter de lod datterselskaberne gå konkurs med stor momsgæld.
Der var imidlertid ikke noget ulovligt i selskabskonstruktionen, forklarede advokat John Korsøe Jensen til B.T., selvom det lyder som en tvivlsom forretningsmetode. Men hvis man bygger en konstruktion op med selskaber, hvor ledelsen i moderselskabet ikke sikrer, at datterselskabet kan leve, så kan der være et ledelsesansvar, hvis en virksomhedsejer gentagne gange går konkurs. Landsretten fandt i 2019, at Jackie Berdino-Olsen havde udført "groft uforsvarlig forretningsførelse og derfor var uegnet til at deltage i ledelsen af en erhvervsvirksomhed". Han havde en række konkursramte selskaber bag sig, hvoraf hovedparten havde haft at gøre med cirkusdriften. Det var blandt andet hans konkurser, der var medvirkende til at opbygge gæld til det offentlige. Jackie Berdino-Olsen måtte udtræde af bestyrelsen i Cirkus Arena Holding, som han er medejer af.